# Neovaskularisation
Neovaskularisation (Neovaskularisationen, Neovaskularisierung, NV) bezeichnet alle Vorgänge der Gefäßneubildung im erwachsenen Organismus. Im medizinischen Sprachgebrauch wird der Begriff häufig im Zusammenhang mit dem Vorgang der übermäßigen oder unkontrollierten Gefäßneubildung bzw. Gefäßwucherung genutzt. Neovaskularisation bezeichnet aber auch nicht krankhafte Vorgänge der Gefäßneubildung, beispielsweise in der Transplantationsmedizin und bei der Wundheilung.

## Entstehung und Behandlung krankhafter Neovaskularisation
Neovaskularisation ist mit einer lokalen Überproduktion des Vascular Endothelial Growth Factor (VEGF) assoziiert, der von Tumorzellen im Laufe der Progression einer Krebserkrankung vermehrt ausgeschüttet wird, um den wachsenden und sich ausbreitenden Tumor ausreichend mit Blut und damit mit Sauerstoff und Nährstoffen zu versorgen.
Mit Medikamenten gelingt es diese Prozesse zu verlangsamen oder sogar aufzuhalten und somit eine Tumorverkleinerung mit anschließender Entfernung möglich zu machen oder das progressionsfreie Überleben zu verlängern.
Im Zusammenhang mit dem Tragen von Kontaktlinsen kann es zur Neovaskularisation in die Hornhaut kommen, wenn die Kontaktlinsen die Sauerstoffversorgung der Hornhaut dauerhaft behindern. Augenoptiker, Ophthalmologen und Optometristen können diese Gefäßneubildung bei der äußerlichen Untersuchung mit der Spaltlampe erkennen. Zu den Behandlungsmöglichkeiten zählen eine kürzere tägliche Tragedauer der Kontaktlinsen, der Wechsel zu Kontaktlinsen aus einem hochgasdurchlässigen Material, topische Medikation mit Steroiden oder GS-101 (ein Antisense-Oligonukleotid) Tropfen.

### Liste von Erkrankungen
- zahlreiche Tumorerkrankungen
- exsudative „feuchte“ Makuladegeneration
- Diabetische Retinopathie (Proliferative Retinopathie)
- Neovaskularisationsglaukom
- Neovaskularisation in die Hornhaut, ausgelöst durch Kontaktlinsen
- Neovaskularisation i. R. einer Retinopathia praematurorum
- Makuläre Teleangiektasien (MacTel)